# Sevilla Pastor
Sevilla Pastor (n. Sevilla Siegler; n. 25 ianuarie 1906, Iași, România – d. decembrie 1981, București, România) a fost o actriță română de etnie evreiască, care a fost distinsă cu titlul de Artist Emerit.
A făcut parte dintr-o familie de actori evrei cu mari merite în popularizarea teatrului în limba idiș și a avut o carieră artistică întinsă pe durata a peste 50 de ani și desfășurată mai întâi în cadrul Trupei Siegler–Pastor (cu care a efectuat turnee în numeroase țări, îndeosebi în Austria) și apoi în cadrul Teatrului Evreiesc de Stat din București (unde a jucat timp de 20 ani).

## Biografie

### Origine
S-a născut la 25 ianuarie 1906 în orașul Iași („capitala teatrului idiș”), ca fiică a actorilor Rosa și Moise (Maurice) Siegler, și, după unele surse, a primit numele Șeiva. Provenea dintr-o familie de actori evrei, care au jucat pe scenele teatrale din mai multe țări și au bucurat mai multe generații de spectatori.
Tatăl Sevillei, Moise (Maurice) Siegler, cunoscut și ca Moișe sau Moris Siegler, Moritz sau Moses Belzer, se născuse în orașul Iași la 18 februarie 1878 (sau, după alte surse, la 26 februarie 1876, 15 mai 1876 sau chiar în 1879), urmase cursurile școlii populare evreiești, cântase ca tenor în corul Sinagogii Mari din oraș și, împotriva voinței părinților săi, își începuse cariera ca actor în trupele idiș din România. A fost angajat inițial în trupa lui Zigmund Mogulescu, apoi, devenind tot mai pasionat de teatru, și-a format temporar o trupă proprie, cu care a pus în scenă piesa Ahașveroș a lui Avram Goldfaden, în care el însuși a interpretat rolul reginei Estera. Trupa lui s-a destrămat, așa că Siegler s-a angajat în trupa lui Marcu Segalescu (Mordechai Segalescu), care juca la Fălticeni, și, mai apoi, a făcut parte timp de doi ani din trupa lui Avraham Axelrod, care juca la Teatrul „Pomul Verde” din Iași și cu care a efectuat și un turneu în Austria. A revenit apoi în România și a fost angajat în trupa lui Kalman Juvelier, care juca la Iași, și mai târziu în trupa lui Avram Goldfaden, care juca la Galați, iar ulterior a ajuns să facă parte din trupa lui Isidor Goldenberg, care juca la Grădina „Jignița” din București. S-a căsătorit, dar a fost părăsit de soție, care i-a lăsat în grijă copilul lor, Ella-Adela.
Mama Sevillei, Roza Rosenstein (după altă sursă Rosa Aron), care se născuse în 1888 tot la Iași, provenea și ea dintr-o familie care avea legături cu teatrul evreiesc. Tatăl ei, Haim Am Rosenștein, care lucra la baia municipală a orașului, lipise afișe pentru spectacolele trupei lui Avram Goldfaden, iar cei trei frați ai ei (Samuel, Avrum și Leizer) au cântat melodii populare în limba idiș, înainte de a pleca în anul 1900 în Statele Unite ale Americii, unde, după mai multe încercări, au ajuns actori și cântăreți. Familia Rozei a dus o viață destul de grea, iar, după îmbolnăvirea mamei ei, Roza a fost nevoită să cutreiere, împreună cu tatăl ei, cârciumile și cafenelele Iașului și să cânte acolo vechi cântece populare evreiești pentru a face rost de bani. Vărul ei mai mare, Albert Segalescu, care era actor în trupa artiștilor Segalescu și Goldenberg, a auzit-o cântând în timpul unui turneu la Iași și a luat-o cu el pe Roza, care avea atunci vârsta de 11 ani. Fata a făcut parte inițial din cor, răbdând de foame și de frig, și a jucat apoi ca actriță timp de cinci ani pe scena Grădinii „Jignița” din București. Vrând să scape de grija fetei, Segalescu a convins-o să se căsătorească cu actorul evreu Avram Grünwald-Gheorghiu de la Teatrul Național, care juca atât în limba română, cât și în limba idiș, dar această căsnicie a durat numai un an din cauza caracterului nestatornic al actorului. Sevilla Pastor ar fi fost, potrivit propriilor mărturisiri, fiica actorului Avram Grünwald-Gheorghiu.
După despărțirea de Avram Grünwald-Gheorghiu, Roza Rosenstein s-a căsătorit cu Moise Siegler, cu care a rămas împreună până la sfârșitul vieții. Cei doi soți au crescut împreună cele două fete: Ella (după altă sursă Rita) și Sevilla (n. 1906), iar ulterior au avut împreună o fată, Erna (născută la 18 februarie 1911 la Viena); toate cele trei fete au jucat, de asemenea, pe scena teatrelor evreiești.
Sevilla și-a petrecut primii ani ai copilăriei într-o cămăruță de sub scena Teatrului „Jignița” din București (aflat pe strada Negru Vodă din Cartierul Evreiesc, în apropiere de Centrul Vechi), acolo unde locuiau părinții ei. Atunci când trebuia să urce pe scenă, mama ei o lăsa în culise pe niște petice ale unui decor vechi sau o încredința garderobierei. Fetița a trăit astfel încă de la început în atmosfera teatrală evreiască. „Înainte de a cunoaște aerul proaspăt al pădurii și mireasma florilor, am respirat praful scenei, mirosul vopselelor, al grimei și al florilor de hîrtie”, și-a amintit ea mai târziu. A locuit în copilărie, de asemenea, pentru o perioadă, la bunicii ei din cartierul Târgu Cucului al Iașului și își amintea că văzuse acolo primele spectacole de teatru în limba idiș la vechiul „salon și grădină Sulim Saikeles” de pe strada Aron Vodă, la grădina „Pomul Verde” (unde se ascundea adesea, alături de alți copii, într-un ungher pentru a urmări repetițiile trupelor evreiești), precum și la grădinile „Velnicerul”, „Dudl Ciciniker”, „Zaliș” etc. Interacțiunea cu mediul artistic evreiesc a făcut-o pe Sevilla, potrivit regizorului Franz Auerbach (1915–2002), directorul Teatrului Evreiesc de Stat din București în perioada 1955–1987, să preia „bucuria jocului, caracteristică actorilor evrei, trecînd-o prin filtrul talentului ei, și conferindu-i valențe noi”.

### Începuturile carierei artistice

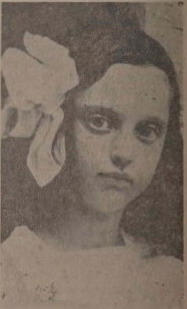
Sevilla Pastor la vârsta de 5 ani

Moise Siegler a părăsit în anul 1908 trupa lui Axelrod, care juca la Cernăuți, și s-a stabilit, cu familia sa, la Viena, capitala Austro-Ungariei. El a fost angajat inițial în trupa lui Moritz Edelhofer, iar apoi, în perioada 1909–1915, a condus Teatrul Evreiesc⁠(d) (Jüdische Bühne), care juca în sala Hotelului Stefanie⁠(d) din apropiere de Praterstraße⁠(d) (zonă în care s-au stabilit numeroși imigranți evrei din Europa de Est). Sevilla a urmat clasele primare și a început studiile secundare la Viena, dar a abandonat școala la vârsta de 11 ani pentru a-și putea însoți părinții în turnee.
Teatrul Evreiesc din Viena a pus în scenă în acea vreme spectacole muzicale și de vodevil, precum și piese în limba idiș scrise, printre alții, de Jakob Gordin, Schalom Asch și Perez Hirschbein⁠(d). În lunile de vară trupa Teatrului Evreiesc din Viena a efectuat turnee la Marienbad, Franzensbad, Praga și Cernăuți, ajungând de câteva ori și în România. Sevilla a apărut pentru prima oară pe scenă la vârsta de 4 ani în trupa tatălui ei și i-a însoțit adesea pe părinții ei în turnee, dansând, împreună cu surorile ei și cu actrița Jeni Selțer, în cadrul scheciurilor comice reprezentate la sfârșitul spectacolelor teatrale.
Activitatea teatrului s-a întrerupt după izbucnirea Primului Război Mondial. În anul 1919, după încheierea războiului și destrămarea Austro-Ungariei, membrii familiei Siegler s-au întors în România și s-au stabilit inițial la Iași. Moise Siegler a jucat sporadic în perioada 1919–1921 în spectacolele organizate de trupa Freie Jüdische Volksbühne (în idiș Fraie idișe folksbine („Teatrul liber popular evreiesc”) din Viena, condusă de Paul Baratoff și Ițhac Deutsch.
Sevilla a debutat ca actriță în 1919, la vârsta de 13 ani, cu un monolog în cadrul spectacolului de revistă În vilegiatură, pus în scenă la Piatra Neamț de dramaturgul Iacob Botoșanschi. Fetița nu și-a luat rolul prea în serios și a rostit în grabă acel monolog, vrând să se întâlnească cât mai repede cu prietenele ei, care o așteptau la joacă. A cântat apoi în cor în trupa lui Isidor Așkenazi și a început să primească mici roluri în spectacole cu tematică istorică. Mama ei a îndemnat-o să urmeze cariera artistică și a fost primul ei profesor, cerându-i cu exigență să repete replicile până când vor fi rostite așa cum trebuie. În același an a fost distribuită în travesti în rolul micului Isac din piesa istorică Sacrificarea lui Isac de Avram Goldfaden, care a fost jucată pe scena Grădinii „Pomul verde” din Iași; acest rol este considerat rolul ei de debut. Sevilla și-a interpretat bine rolul până când a văzut-o într-un colț ascuns al sălii pe mama ei, cu „privirea fixă, cu mâinile împreunate a rugăciune – era tare bigotă! – dar eu credeam că a amenințare, m-am temut că am greșit ceva!” și, înspăimântându-se, a leșinat; trupa a tras repede cortina, iar directorul a urcat pe scenă și a explicat publicului că Isac a leșinat pentru că a presimțit că urmează să fie ucis. Succesul obținut la public l-a determinat pe Moise Siegler să introducă pentru ea roluri de copil în majoritatea spectacolelor teatrale. În perioada următoare, silită de mama ei, fata a jucat roluri mărunte în diferite piese și a apărut pe scenă de nenumărate ori în travesti.
Moise Siegler a înființat în 1920 o trupă itinerantă de teatru, care a efectuat turnee prin țară și, sporadic, prin Austria, și s-a asociat în noiembrie 1921 cu Isidor Așkenazi, organizând o trupă care a efectuat câteva luni un turneu prin România. Familia Siegler a mers în anul 1920, împreună cu trupa lui Așkenazi și cu Clara Young⁠(en)[traduceți], într-un turneu de câteva luni la Constantinopol, unde au avut un mare succes cu piesa Hanale croitoreasa. Trupa Siegler s-a întors apoi în România: juca în fiecare seară spectacole de operetă, piese istorice și comedii muzicale la Teatrul Liric din Iași, iar în sezoanele de vară mergea în turneu la Piatra Neamț, Buhuși și în localitățile apropiate. Sevillei au început să i se ofere roluri tot mai importante, care nu-i plăceau și pe care trebuia să le joace îmbufnată, în ciuda succesului avut la public. Trupa s-a completat cu soții Lerescu, cu Burăh Rintzler și Șmil Iris, care a devenit partenerul Sevillei pe scenă. Relația Sevillei cu teatrul s-a schimbat atunci când, aflând că fetei nu-i place să joace, actrița Rașela Rosenfeld, soția actorului Harry Rosenfeld, a îndemnat-o pe mama ei să o facă croitoreasă. Această intervenție cinică a cutremurat-o pe Sevilla, care a jucat extraordinar în acea seară în spectacolul Moștenirea bunicii și a început să fie tot mai atrasă de activitatea artistică.

### Ascensiunea artistică
Prinsă de pasiunea teatrului, a jucat alături de părinții și de surorile ei în cadrul trupei înființate de tatăl ei adoptiv. Cariera artistică a Sevillei a fost îndrumată de artiști renumiți precum actorul și pedagogul Șmil (Samuel) Iris (care i-a predat lecții de mimică și de dicție idiș), regizorul Iacob Sternberg, Iacob Botoșanski, Mișa Fișzohn, I. Arco, Jacob Silbert și Moisei Altman, precum și de compozitorul și dirijorul Livik Segal. „Acești dascăli ai mei întru măiestrie actoricească m-au învățat că a sluji scena înseamnă a i te dedica cu trup și suflet, a nu precupeți nici un efort. Nu o dată am jucat bolnavă, cu febră, dar aplauzele publicului mă vindecau”, mărturisea actrița.
Trupele idiș se înmulțiseră în România în cursul anilor 1920, iar familii întregi de actori jucau pe scenele teatrelor evreiești: Ettinger, Friedman, Glückman, Goldenberg, Sadigursky etc. Aveau loc permanent spectacole fie ale unor trupe autohtone, fie ale unor trupe din străinătate venite în turneu, iar publicul participa cu entuziasm. Trupa Siegler a jucat multă vreme, la fel ca și celelalte trupe, spectacole de operetă și melodrame sentimentale pentru că acestea aduceau venituri mai mari, iar uneori chiar și piese ale scriitorilor clasici ai literaturii idiș (Șalom Alehem, Avram Goldfaden, Isaac Leib Peretz, Mendele Moher Sfarim, S. Ansky). Viața de artist era destul de dificilă în acele vremuri: repertoriul trebuia schimbat săptămânal, pentru a atrage publicul, atunci când trupa juca la Iași, iar organizarea turneelor presupunea un efort administrativ uriaș: cercetarea localităților populate de evrei, stabilirea piesei ce va fi jucată, organizarea deplasării trupei, găsirea unei săli ieftine, procurarea banilor etc. Pentru acoperirea cheltuielilor au fost necesare uneori economii de personal: s-a renunțat la sufleur, iar piesele muzicale au fost interpretat adesea de un singur violonist (Avrum Leibovici și apoi Marcel Kreisler).
Trupa Siegler a efectuat timp de trei ani turnee prin toată Moldova, cutreierând orașele și târgurile populate de evrei și jucând câte două-trei luni în orașele mari, câteva săptămâni în orașele mai mici și câte o zi sau două în târguri și sate. Repertoriul turneelor era format în totalitate din piese evreiești, inspirate din viața evreiască, precum piesele istorice, drama Dibuk⁠(en)[traduceți] a lui S. Ansky sau piesa Ahașveroș a lui Avram Goldfaden (care se juca de Purim și în care Sevilla îl interpreta pe Vaiziusu). Roza Siegler, mama Sevillei, era în acea vreme vedeta tradițională a trupei, dar Sevilla a început să aibă tot mai mult succes, îndeosebi în rolurile de băieți pe care le juca în travesti în spectacolele Der pinciver ioirăș, Jeikiolă Blofăr (în care interpreta alternativ un rol de fată și un rol de băiat), Herșele Ostropolier și Hazendl. Sevilla a devenit treptat atracția trupei și a fost distribuită în rolurile feminine principale, în timp ce mama ei a continuat să joace doar în drame.
Primul turneu în străinătate al trupei a avut loc în octombrie–decembrie 1925 în Belgia, iar membrii familiei Siegler și ceilalți artiști au jucat la Anvers și la Bruxelles, alături de actorul Jacob Silbert, venit din America. Succesul spectacolelor a fost atât de mare încât artiștii au putut să ia masa în fiecare noapte la restaurant. După înapoiere, au reluat turneele prin România, iar în cursul acestui turneu Sevilla l-a cunoscut pe actorul evreu Muniu Pastor (născut în 1898 la Łódź sub numele de Abraham Moses Pasternak), care jucase începând din 1917 în orașele Łódź și Varșovia și făcea parte atunci din trupa lui Mișa Fișzohn.
Sevilla Siegler s-a căsătorit în anul 1926 (sau, după altă sursă, în 1928) cu Muniu Pastor, preluând numele de Sevilla Pastor. Tânărul Pastor s-a alăturat trupei Siegler ca actor și regizor și a devenit apoi colaboratorul cel mai apropiat al socrului său, ajutându-l la administrarea teatrului. Neîncântat de perspectiva turneelor în orașele mărunte, Muniu Pastor a reușit să impună un repertoriu care a permis organizarea unor spectacole în orașe tot mai mari. Trupa Siegler a efectuat turnee la Iași și Galați și a ajuns pentru prima dată în turneu la București. Sora mai mică a Sevillei, Erna, care debutase în 1920 în trupa părinților ei la Cernăuți și jucase timp de doi ani roluri pentru copii, a devenit începând din 1926 primadonă în trupa părinților ei și a jucat rolul iubitei romantice.

### Dobândirea unui renume internațional
Trupa Siegler–Pastor a efectuat turnee în România, Ungaria, Cehoslovacia, Polonia și Austria și a jucat adesea pe scenele teatrelor idiș din Viena la sfârșitul anilor 1920 și în prima parte a anilor 1930, devenind foarte populară. Membrii trupei erau în anii 1930 următorii artiști: Moris Siegler (dir. trupei), Roza Siegler, Sevilla Pastor, Muni Pastor, Erna Siegler, Samuel Kosovski, Boris Lidin, Marcu Zolotaref, Avram Aș, Ella Silber, Rașela Kosovski, Leon Riegler, Dolly Nachbar, Avram Bercovici, Moșe David Maherovski, Haim și Roza Guttman, precum și fetița Ellei, Charlotte (care a devenit ulterior actrița Charlotte Kuper din New York). Șeful orchestrei era tânărul violonist Marcel Kreisler. Trupa juca îndeosebi spectacole muzicale de operetă (Negresa, Mazel Tov⁠(en)[traduceți], Moștenire cu cântec, Bețivana) și spectacole teatrale de comedie, adaptându-și repertoriul în funcție de preferințele publicului, iar presa epocii consemna marele succes public al acestor reprezentații.
Turneele aveau loc în principal în orașe românești cu o populație evreiască semnificativă precum București (unde au avut loc spectacole în toamna anului 1931 pe scena Teatrului Liber, în vara anului 1932 pe scena Teatrului „Izbânda”, în vara anului 1933 pe scena Grădinii „Jignița” de pe strada Negru Vodă și în iarna anului 1936 în sala „Roxy” de pe strada Lipscani) și Botoșani (unde sunt consemnate spectacole în mai 1931 pe scena Teatrului „Lux” și în ianuarie 1937 pe scena Teatrului „Eminescu”), dar și în străinătate, îndeosebi la Viena (unde trupa a jucat în sezonul 1929/1930 pe scena Jüdischen Bühne, în 1930 pe scena Jüdischen Künstlerkabarett și în sezoanele 1934/1935, 1935/1936 și 1937/1938 la spectacolele organizate de Jüdische Künstlerspiele pe scena sălii de spectacole a clădirii Nestroyhof⁠(d) din cartierul vienez Leopoldstadt) și, în sezonul de vară, în stațiunile balneare frecventate de evrei ca Marienbad, Karlsbad și Franzensbad, unde reprezentau una dintre principalele atracții. Actorul evreu american Herman Yablokoff, care a condus mulți ani Sindicatul Actorilor Evrei din America și a participat în 1930 la un turneu prin Europa, jucând în România împreună cu Mișa Fișzohn și cu Trupa Siegler, a menționat în memoriile sale Arum der velt mit idiș teater („Cu teatrul evreiesc prin lume”, 1968–1969), că „Trupa Siegler era îndrăgită peste tot unde juca, nu numai în România. Favorita și punctul de atracție al trupei era Sevilla Pastor, o tânără actriță talentată, frumoasă, zveltă, grațioasă, care câștiga imediat dragostea publicului spectator”.
Sevilla Pastor era vedeta trupei și a obținut cele mai mari succese ca actriță în așa-numitele roluri în pantaloni⁠(d), remarcându-se, de asemenea, ca o comediană talentată. Ea a apărut în sute de spectacole muzicale și a interpretat rolul principal în piese de teatru scrise în limba idiș de Avram Goldfaden, Mendele Moher Sfarim, Șalom Alehem, Isaac Leib Peretz ș.a. A avut mare succes și în spectacolele de revistă, lansând vestitele șlagăre „Greta Gabroveni” și „Viciul blond” în cadrul spectacolului Musafiri bineveniți (1933). În noiembrie 1931 Sevilla Pastor a participat, alături de cântăreții Florescu, Eliachim Algazi și Georgeski, actorii Ion Iancovescu, Leny Caler și Erna Siegler, umoristul Ion Pribeagu, tenorul Dorel Livianu și compozitorul Haim Schwartzman, la festivalul dedicat actorului evreu Isidor Goldenberg cu ocazia aniversării vârstei de 61 de ani (din care peste 40 de ani fuseseră dedicați teatrului evreiesc).
Presa românească a epocii consemna în anul 1933 că, în repertoriul interpretat atunci, Sevilla Pastor „oscilează agil între dramă și comedie, între bufonadă și moment de sfâșiere sufletească”, iar criticul A. Munte, cronicarul teatral al ziarului Dimineața, lăuda entuziast jocul actriței: „Am avut un bun prilej să constatăm că talentul d-nei Pastor e bogat în fațete. Subreta sprințară și comică e dublată de actrița de compoziție care strunește frânele inteligenței cu un puternic temperament. D-na Sevilla Pastor nu numai că are belșug de talent, dar știe și să joace. E o actriță de finețuri, care relevă nuanțe cu un gest discret, cu o privire tangențială cu modularea tremurată a glasului, cu punctarea neostentativă a amănuntului. D-sa se plimbă în voie între comedia bufă și drama zguduitoare, făcând pe asistenți să împletească râsul cu plânsul”. Calitățile artistice ale actriței erau deosebite, ceea ce-l făcea pe criticul teatral Willy Moglescu să afirme că, în peisajul artistic evreiesc din anii 1930, Sevilla Pastor și Dina König reprezentau „individualități cu o valoare mult deasupra mediei”.
Popularitatea Sevillei Pastor a fost consolidată pe plan european prin turneele efectuate în străinătate. Presa vieneză a elogiat interpretările ei cu termeni precum „talent ieșit din comun” sau „una din primele, dacă nu prima stea a operetei evreiești”. Apariția Sevillei Pastor în octombrie 1937, după o absență de doi ani de la Viena, a fost salutată cu entuziasm de ziarul evreiesc vienez Die Stimme. Jüdische Zeitung⁠(d), care a descris-o drept o „stea mondială evreiască adorabilă” („umschwärmiger jüdischer Weltstar”). Activitatea ei artistică a atras atenția unor personalități ale vremii precum scriitorul evreu austriac Stefan Zweig, care a asistat în ziua de 12 august 1937 la un spectacol susținut la Marienbad și, fiind impresionat de prestația artistică a Sevillei Pastor, i-a scris o dedicație în care îi mulțumea „din toată inima” și își exprima „admirația” și „recunoștința”. Succesul ei i-a adus oferte de angajare permanentă la teatre din Budapesta, Varșovia, Viena și Londra, dar Sevilla a fost nevoită să le refuze pentru a evita destrămarea trupei.

### Deportarea

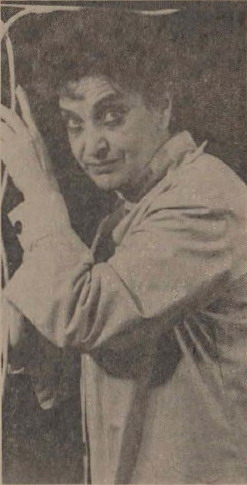
Actrița Sevilla Pastor la Teatrul Evreiesc de Stat din București

Familia Siegler a fost surprinsă la Viena de Anexarea Austriei către Germania Nazistă („Anschluss-ul”) la 12 martie 1938 și a reușit să plece de acolo, iar Erna a fugit în Statele Unite ale Americii, împreună cu fiica ei, Charlotte. Trupa Siegler–Pastor a mai susținut câteva spectacole în Rutenia Carpatică până când s-a destrămat, în urma declanșării celui de-al Doilea Război Mondial. Muniu Pastor, care era cetățean polonez, a fost reținut mai târziu la Łódź și internat în ghetoul orașului. Cei doi soți au putut să corespondeze, dar nu s-au mai văzut niciodată: Muniu Pastor a împărtășit soarta evreilor polonezi și a fost transportat într-un lagăr de concentrare unde a fost ucis.
După un șir de numeroase perpeții, Moise și Rosa Siegler s-au întors, împreună cu fiica lor, Sevilla, în România. Impunerea unor politici antisemite restrictive, care presupuneau, printre altele, aprobarea repertoriului de către organele de cenzură, și scăderea posibilităților financiare ale publicului au restrâns condițiile de desfășurare ale activității artistice. Trupa Siegler, având-o cap de afiș pe Sevilla Pastor, a fost nevoită să renunțe la prezentarea unui repertoriu nou și să reia vechiul repertoriu (melodrame și operete ușoare) care se bucurase mai demult de succes.
Ocuparea Basarabiei și Bucovinei de Nord de către Uniunea Sovietică în vara anului 1940 a surprins trupa în orașul Cernăuți. Familia Siegler a rămas în teritoriul ocupat, unde a continuat să-și desfășoare activitatea artistică. Intrarea României în război împotriva Uniunii Sovietice și eliberarea Basarabiei și nordului Bucovinei au avut repercusiuni tragice asupra populației evreiești din acele teritorii. În toamna anului 1941 familia Siegler, împreună cu întreaga trupă și cu o mare parte a populației evreiești a Cernăuțiului, a fost deportată în Transnistria. Membrii trupei Siegler (Moise și Roza Siegler, Sevilla Pastor, Burăh și Leia Rintzler, cu fetița, Heinală, Șmil Wolfensohn cu soția, Mania, și cu fiul, Șimon, Erna Ettinger cu soțul și cu copilul, Mișu și Saly Bernstein, Carol și Gusta Teffner, Betti Marcova, precum și omul de serviciu Marcu Leibovici) au pornit pe jos în convoi cu mult bagaj, care s-a risipit însă pe parcurs.
Sevilla Pastor și părinții ei au fost internați în lagărul de la Șmerinca (Jmerînka), care fusese amenajat la marginea orașului, și au fost deținuți acolo mai mult de trei ani. Lagărul era format din mai multe bordeie (în care au fost înghesuiți 2.500 de evrei), iar într-una din clădiri funcționa un spital, care a fost folosit de medicii evrei deportați. Grupul de actori a organizat un teatru evreiesc în sala de festivități a spitalului, care a funcționat până la eliberarea celor închiși. Repetițiile aveau loc în fiecare seară după întoarcerea de la munca forțată. Spectacolele teatrale au fost susținute în limba idiș în fiecare sîmbătă seara și în fiecare duminică de artiștii evrei Moise și Roza Siegler, Sevilla Pastor, Burăh și Leia Rintzler, Mișu și Sali Bernstein, Șmil și Mania Wolfensohn, Erna Ettinger, Carol și Ghiza Teffner și Benno Popliker. Au fost jucate peste 75 de piese, printre care Sacrificarea lui Isac de Avram Goldfaden, Sonata Kreutzer de Jakob Gordin, piesele lui Șalom Alehem, precum și spectacole de operetă ca Nuntă românească, Negresa, Ultimul dans și Mașka. Activitatea artistică desfășurată în lagăr a urmărit să-i ajute pe prizonieri să suporte mai ușor lipsa de libertate, munca forțată și condițiile tot mai aspre de trai, reprezentând în același timp o formă de rezistență a culturii evreiești împotriva fascismului.

### Artistă a Teatrului Evreiesc din București

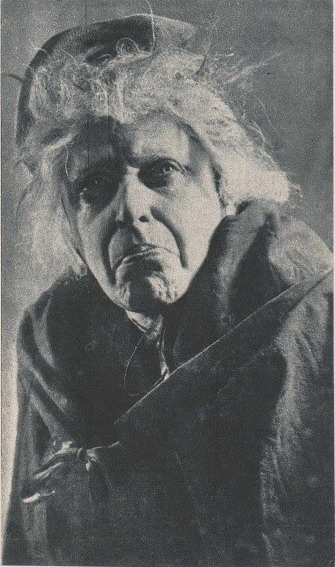
Sevilla Pastor în rolul Baba Iahnă din piesa Vrăjitoarea de Avram Goldfaden, unul dintre cele mai cunoscute roluri ale sale (1951)

Membrii trupei Siegler au revenit în România după eliberarea din lagăr și au locuit un timp la Iași, unde au susținut câteva spectacole cu opereta Mașka ca să facă rost de bani pentru a-și reface garderoba. Actorii s-au mutat apoi la București: Rosa Siegler a murit acolo după cel de-al Doilea Război Mondial, iar soțul ei, Moise, și fiica ei, Sevilla, și-au reluat activitatea artistică în cadrul unor trupe teatrale evreiești. Sevilla Pastor a jucat în mai 1945 pe scena Teatrului „Barașeum” în spectacolele Lahn iz gezînt, Herșl Ostropolier (de Moshe Gershenson) și Die rumänische Hasene, cu care au efectuat apoi un turneu prin orașele din Moldova. Membrii trupei Siegler s-au asociat apoi cu actorul Max Morisson, cu care au plecat în turneu în Transilvania și Moldova, și mai pe urmă cu Samoil Fischler și cu soția sa, Sonia Gurman, cu care au mers din nou în turneu. În vara anului 1945, după întoarcerea din turneu, au jucat împreună cu Ruhele Heller, Clara Gottlieb, Erna Ettinger, Max Morisson, Ana și Gusta Teffner, în grădina de pe strada Anton Pann din București.
Moris Siegler a făcut parte, alături de fiica lui, Sevilla Pastor, din trupa Teatrului „I.K.U.F.” (Idișer Kultur Ferband), fondat în 1945 sub conducerea actorului și regizorului Iacob Mansdorf, care a adunat cea mai mare parte a actorilor de limba idiș din România ce jucau atunci în grădina de pe strada Anton Pann și în grădina de pe Calea Văcărești și a efectuat apoi mai multe turnee prin România. Sevilla Pastor a jucat, printre altele, în piesa Lozul cel mare (jucată uneori sub titlul 200.000) de Șalom Alehem, pusă în scenă de regizorul Iso Schapira și prezentată în premieră la 20 martie 1948, iar interpretarea ei a fost elogiată de teatrologul Simion Alterescu în revista Rampa. Actorii teatrului se aflau în turneu la Alba Iulia cu piesele Lozul cel mare de Alehem și Cântecul răzbunării de Haim Sloves, atunci când au aflat vestea înființării Teatrului Evreiesc de Stat, în a cărui trupă au fost cooptați.
Înființarea Teatrului Evreiesc de Stat a reprezentat sfârșitul perioadei de peregrinări a actorilor evrei, care, de la înființarea teatrului evreiesc în România, în 1876, de către Avram Goldfaden, fuseseră nevoiți să joace pe scene improvizate și să cutreiere din loc în loc, cu grija permanentă a zilei de mâine. Actorii evrei din România nu avuseseră până atunci un domiciliu stabil și un salariu sigur, dar odată cu înființarea Teatrului Evreiesc de Stat au obținut un sediu, au primit locuință și au beneficiat de salariu permanent, concediu de odihnă și, după caz, medical și drept la o pensie. Scriind despre începuturile sale teatrale, Sevilla Pastor a mărturisit că „[...] în toți anii aceia am simțit că arta noastră e o artă a ghetoului, că ceilalți din jurul nostru erau împiedicați de a o cunoaște — și nu limba era aceea care ne stătea în cale; că noi și cei pentru care jucam eram prezentați poporului, de către stăpînitorii vremii, ca niște paria de care trebuie să te ții departe”. Tatăl ei, Moise Siegler, a emigrat însă în anul 1950 în Israel, dar s-a întors apoi la București, unde a murit în 1965.

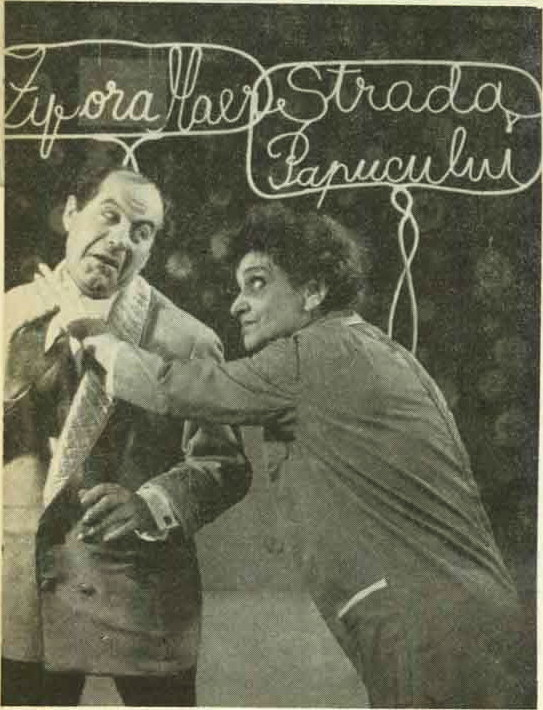
Avram Naimark și Sevilla Pastor în spectacolul Se caută un ginere de I. Berg și Moișe Bălan (1966)

Sevilla Pastor a fost una dintre primele actrițe angajate la Teatrul Evreiesc de Stat din București (înființat la 1 august 1948) și a făcut parte timp de 20 de ani din trupa acestei instituții artistice, devenind una din cele mai populare actrițe ale teatrului evreiesc. A interpretat roluri variate în peste 50 de piese din repertoriul clasic evreiesc și universal, printre care soția revizorului din Revizorul de Nikolai Gogol (1948), Golde din Tevie lăptarul⁠(pl)[traduceți] de Șalom Alehem (1950 și 1957), Baba Iahnă din Vrăjitoarea⁠(en)[traduceți] de Avram Goldfaden (1951), mama din Platon Krecet⁠(ru)[traduceți] de Oleksandr Korniiciuk (1952), Feighe din Familia Grünwald de Ludovic Bruckstein (1953), madam Cerneac din Stele rătăcitoare de Șalom Alehem (1955 și 1959), Feciușa din Furtuna⁠(en)[traduceți] de Aleksandr Ostrovski (1957), Rica din Generația din pustiu de Ludovic Bruckstein (1957), „Bețivana”, servitoarea Mahle din Mirale Efros⁠(en)[traduceți] de Jakob Gordin (1958), Pesăniu din Herșele Dubrovner de Jakob Gordin (1959), nevasta autorului din Opinia publică de Aurel Storin (1959), mătușa Dobriș (sora lui Sender) din Sender Blank de Șalom Alehem (1959), Eti-Meni (soția croitorului Șimele Soroker) din Lozul cel mare de Șalom Alehem (1961), soacra din Soacra și nora de Carlo Goldoni (1962), doamna Peachum din Opera de trei parale de Bertolt Brecht (1962), Otillie Frank din Frank al V-lea⁠(de)[traduceți] de Friedrich Dürrenmatt (1964), Pețitoarea din piesa omonimă a lui Thornton Wilder (1966), mama oarbă din Uriel Acosta de Karl Gutzkow⁠(d) (1968), precum și rolurile din piesele Comoara (1949) de Șalom Alehem, Un vis goldfadenian de Iacob Rotbaum (1956) și Ivanov⁠(en)[traduceți] de Anton Cehov (1967). A apărut, de asemenea, în peste 20 de spectacole muzicale de revistă și estradă, fiind remarcată îndeosebi pentru rolurile Madam Haperman din spectacolul folcloric Poporul cîntă (1951), Madam Cohn din spectacolul de revistă Hai să rîdem! de I. Flavius și I. Berg (1956) și Madam Faier din spectacolul de estradă O revistă cu Ahașveroș de Israil Bercovici (1959).
A realizat, de asemenea, regia artistică a spectacolului Poporul cîntă (1 ianuarie 1951, împreună cu alți artiști) și coregrafia unor spectacole precum Cu cîntec pe buze de Herman Stolper și Moișe Bălan (1 iulie 1953, împreună cu Dina König), și Stele rătăcitoare de Șalom Alehem (15 martie 1959).
În semn de recunoaștere a activității sale îndelungate și prestigioase, a fost distinsă cu titlul de Artist Emerit al Republicii Populare Romîne în 1954 și a fost decorată cu Ordinul Muncii clasa a II-a (decembrie 1956) cu ocazia aniversării a 80 de ani de la înființarea de către Avram Goldfaden a Teatrului Evreiesc din România în grădina „Pomul verde” din Iași și cu Ordinul Meritul Cultural clasa a III-a (13 decembrie 1968) „pentru merite deosebite în muncă, cu prilejul împlinirii a 20 de ani de la înființarea Teatrului evreiesc de stat din municipiul București”.
Publicul a reținut-o ca o actriță de comedie, „vijelioasă ca ciclonul Flora⁠(en)[traduceți] și plină de viață ca un carnaval sud-american”. Dramaturgul Israil Bercovici, secretar literar al Teatrului Evreiesc de Stat, scria în lucrarea istorică O sută de ani de teatru evreiesc în România (1982) că „Rareori s-a întîmplat ca apariția ei într-un spectacol să nu constituie un eveniment teatral. Prin măiestria ei, artista emerită Sevilla Pastor a stîrnit în spectacolele de revistă rîsul aproape rabelaisian al unanimității spectatorilor, iar în spectacole de proză a creat personaje de un dramatism penetrant și memorabil.”.

### Ultimii ani de viață

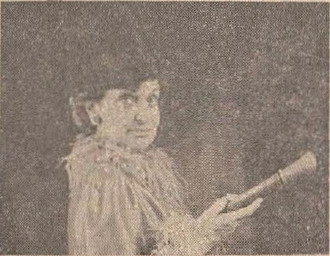
Actrița Sevilla Pastor în spectacolul Viața unei actrițe

Sevilla Pastor s-a retras din activitate la sfârșitul anilor 1960, după un turneu triumfal de șase săptămâni (iunie–iulie 1968) întreprins de Teatrul Evreiesc de Stat în Israel cu spectacolul Viața unei actrițe, care a cuprins momente din cele mai populare roluri pe care le-a interpretat în cursul carierei sale, și după ce a sărbătorit în 1969 aniversarea a 50 de ani de carieră teatrală. După ce s-a pensionat, a rămas în România și, potrivit unui interviu apărut în decembrie 1970 în Revista Cultului Mozaic, a început să-și scrie memoriile. Teatrul Evreiesc de Stat a organizat un spectacol intitulat Medalion Sevilla Pastor în ziua de 25 ianuarie 1976, cu prilejul aniversării a 70 de ani de viață ai actriței. Sevilla Pastor a murit la București în decembrie 1981, cu puțin timp înainte de a împlini vârsta de 76 de ani, și a fost înmormântată la 4 ianuarie 1982, ora 14, în Cimitirul evreiesc Giurgiului.
Într-un articol omagial scris după moartea actriței, regizorul Franz Auerbach (directorul Teatrului Evreiesc de Stat) a numit-o „marea «vrăjitoare» a scenei evreiești” și i-a făcut următorul portret: „Cu inegalabilul ei joc, de mare naturalețe, și în același timp de o incandescență unică, ea își electriza partenerii și fascina publicul. Nu mi-a fost dat să văd mulți actori care să aibă această inexplicabilă putere asupra publicului, de a și-l face părtaș la actul de creație. Prezența ei în scenă era o sărbătoare, atît pentru parteneri, cît și pentru spectatori. [...] Sevilla a fost un înverșunat dușman al rutinei. În modestia ei, intra în fiecare rol cu înfrigurare, ba chiar cu neîncredere în posibilitățile sale artistice, dezvăluind mereu alte disponibilități. Ceea ce ne uimea, la această aleasă actriță, era capacitatea de a aborda orice gen de roluri – de la cupletul virulent, cîntat sau spus, cu o penetranță de neuitat, pînă la rolul de dramă sau la dansul de caracter, executat la cel mai înalt nivel artistic.”. Actrița israeliană Lia Koenig, fosta ei colegă de scenă, o considera „un entertainer”, care „știa să facă un cuplet și chiar dacă nu înțelegeai limba sau nu-ți plăcea cupletul, tu tot spuneai bis de vreo 2 sau 3 ori”.

## Distincții
- titlul de Artist Emerit al Republicii Populare Romîne[3][63][64][65][72] (28 ianuarie 1954) „cu ocazia împlinirii a cinci ani de activitate a Teatrului de Stat din Timișoara, Teatrului Maghiar de Stat din Cluj, Teatrului de Stat din Sibiu, Teatrului Secuesc de Stat din Tg. Mureș, Teatrului de Stat din Orașul Stalin, Teatrului Evreesc de Stat din București și pentru merite deosebite în activitatea artistică”[72]
- Ordinul Muncii clasa a II-a (20 decembrie 1956)[6][21][66][73] „cu prilejul împlinirii a 80 de ani de existență în Romînia a teatrului în limba idiș și pentru merite deosebite în activitatea artistică”[73]
- Ordinul „Meritul Cultural” clasa a III-a (13 decembrie 1968) „pentru merite deosebite în muncă, cu prilejul împlinirii a 20 de ani de la înființarea Teatrului evreiesc de stat din municipiul București”[67]